# Nodubothea zapoteca
Nodubothea zapoteca är en skalbaggsart som beskrevs av Monné M. A. och Monné M. L. 2008. Nodubothea zapoteca ingår i släktet Nodubothea och familjen långhorningar. Inga underarter finns listade i Catalogue of Life.